# Quiet Fire
Quiet Fire è il terzo album in studio della cantante statunitense Roberta Flack, pubblicato nel 1971.

## Tracce
1. Go up Moses – 5:20 (Flack, Jesse Jackson, Joel Dorn)
2. Bridge over Troubled Water – 7:13 (Paul Simon)
3. Sunday and Sister Jones – 4:48 (Gene McDaniels)
4. See You Then – 3:40 (Jimmy Webb)
5. Will You Still Love Me Tomorrow – 3:59 (Carole King, Gerry Goffin)
6. To Love Somebody – 6:41 (Barry Gibb, Robin Gibb)
7. Let Them Talk – 3:50 (Sonny Thompson)
8. Sweet Bitter Love – 6:06 (Van McCoy)